# Batillaria flectosiphonata
Batillaria flectosiphonata is een slakkensoort uit de familie van de Batillariidae. De wetenschappelijke naam van de soort is voor het eerst geldig gepubliceerd in 1996 door Ozawa.